# 291 aC
El 291 aC va ser un any del calendari romà prejulià. A la República i a l'Imperi Romà es coneixia com l'Any del Consolat de Megel i Brut (o també any 463 ab urbe condita). La denominació «291 aC» per a aquest any s'ha emprat des de l'edat mitjana, quan el calendari Anno Domini va ser el mètode prevalent a Europa per a anomenar els anys.

## Esdeveniments
- Auge del Regne del Pont, fundat aquest any per Mitridates I.[2]
- Demetri Poliorceta, que havia anat a envair Tràcia, retorna per rebutjar Pirros, rei de l'Epir, que assola Tessàlia. Demetri aconsegueix ocupar Tebes que s'havia revoltat contra ell, utilitzant màquines de setge per abatre els seus murs, a finals d'aquest any o potser a inicis de l'any 290 aC.[3]

### Antiga Roma
- Aquest any són elegits cònsols Luci Postumi Megel i Gai Juni Bubulc Brut.[4]
- Megel actua arbitràriament durant el seu consolat: s'atribueix el Sàmnium abans de la distribució del territori, usa els legionaris en benefici propi i destitueix al procònsol Quint Fabi Màxim Gurges del seu comandament quan estava assetjant Cominium en contra les ordes del senat, i ocupa Venúsia on recomana d'establir una colònia, un consell que es va seguir, però a Megel no el van incloure entre els fundadors.[5]
- El senat romà no concedeix el triomf a Megel, que apel·la al poble que li era favorable i encara que set tribus s'hi van oposar i només tres li donen suport, celebra el triomf igualment. Per tots aquestos fets, els tribuns de la plebs el persegueixen en acabar el mandat i l'imposen una multa de 500.000 asos, la multa més gran mai imposada.[6]

## Necrològiques
- Dinarc d'Atenes, escriptor, el darrer i el menys important dels deu oradors àtics (nascut l'any 361 aC).[7]
- Kōan, que va ser el 6è emperador del Japó.[8]